# Brassaranka
Brassaranka ist ein 2014 gegründetes Bläserensemble aus Oberösterreich.

## Geschichte

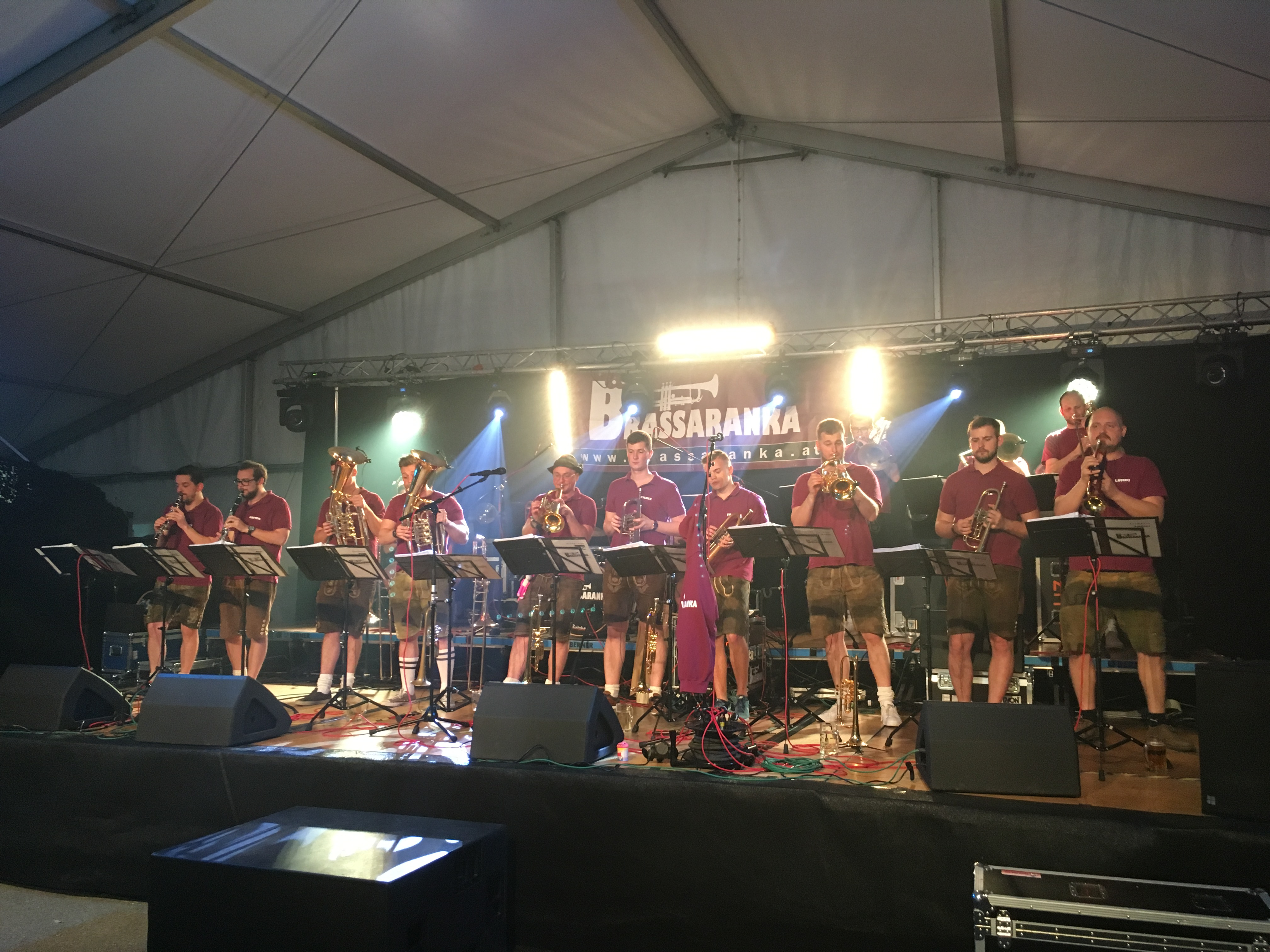
Brassaranka 2019

Gegründet wurde Brassaranka vom Tubisten und Leiter des Ensembles Matthias Haslinger und Schlagzeuger Martin Ortner. Der erste Auftritt fand im Juli 2015 bei einem Musikfest in St. Willibald statt. Die Musiker erhielten fast alle eine klassische musikalische Ausbildung und kannten sich teilweise bereits von der gemeinsamen Arbeit mit der Jugendbrassband Oberösterreich sowie der Militärmusik Oberösterreich.
Das Ensemble spielt traditionelle böhmisch-mährische und Egerländer Blasmusik. Auf dem Programm stehen auch zahlreiche Eigenkompositionen von Haslinger und Arrangements aktueller Pop- und Partymusik.
2016 erreichte Brassaranka den 2. Platz als Vize-Europameister in der Höchststufe bei der Europameisterschaft der böhmisch-mährischen Blasmusik in Brand-Nagelberg. 2018 wurde das Orchester mit dem 1. Platz Europameister in der Höchststufe bei der Europameisterschaft der böhmisch-mährischen Blasmusik in Nesselwang.
Im Jahr 2019 wurde der erste Tonträger Schwungscheibm produziert.

## Diskografie
- 2019: Schwungscheibm
- 2022: Festplottn